# Balance (regnskab)
 For alternative betydninger, se Balance. (Se også artikler, som begynder med Balance)
Balancen indeholder i regnskabet formuestillingen ved regnskabsperiodes afslutning (ultimo) med på den ene side kapitalanvendelsen (aktiver) og på den anden kapitalfremskaffelsen (passiver). De to sider skal per definition give samme total, deraf navnet balance.
Balancen giver så at sige et øjebliksbillede af formuestillingen; derved adskiller balancen sig fra årsregnskabets øvrige komponenter, idet de øvrige vedrører regnskabsperioden.
Årsregnskabsloven indeholder for Danmark et krav om, at ét af to bestemte skemaer (i bilag til loven) anvendes ved opstilling af balancen.